# アダム・セジウィック
アダム・セジウィック（Adam Sedgwick、1785年3月22日 - 1873年1月27日）は、イギリスの地質学者・地球科学者。近代地質学の創始者のひとりである。地質年代の「デボン紀」の名称を提案し、後にウェールズの岩石の地層の調査からカンブリア紀の年代を提案した。

## 生涯
ヨークシャー州デントに生まれた。父親は牧師である。ケンブリッジ大学トリニティ・カレッジに学んだ。イギリスやヨーロッパの地質学を研究した。ロデリック・マーチソンとともに石炭紀とデボン紀よりも古い地層を研究し、カンブリア紀の地層を分類する方法を確立した。1821年に王立協会の会員に選ばれた。1829年から地質学会の会長を務めた。
セジウィックは今日の観点からは、宗教的には原理主義者または福音派で、科学的研究と、自らの信仰的立場を区分していた。地質学的にも天変地異説（突発説）の立場をとり、神の創造行為を信じる立場をとった。ロバート・チェンバースが1844年に『創造の自然史の痕跡』（Vestiges of the Natural History of Creation）を匿名で出版した時、エディンバラ・レビュー誌上や、チャールズ・ライエルにあてた書簡で激しくこの本を攻撃した。
チャールズ・ダーウィンはセジウィックの地質学の生徒の一人であり、ダーウィンのビーグル号の航海の間、文通を続けた。セジウィックは進化論の考えを認めることはなかったが、意見の違いにかかわらず、2人はセジウィックの没するまで、友好的な関係を保った。
1851年にウォラストン・メダル、1863年にコプリ・メダルを受賞した。